# Larry Weinberg
Pour les articles homonymes, voir Weinberg.
Lawrence Jay Weinberg, dit Larry Weinberg, né le 23 janvier 1926 à New York et mort le 1er janvier 2019 à Los Angeles,, est un promoteur immobilier américain qui fut l'un des fondateurs de la franchise NBA des Trail Blazers de Portland. 

## Biographie
En 1970, Larry Weinberg, Herman Sarkowsky et Robert Schmertz payent 3,7 millions de dollars pour créer une nouvelle franchise NBA à Portland. Weinberg devint président des Trail Blazers en 1975, remplaçant Sarkowsky, qui préféra se consacrer à l'équipe de NFL des Seahawks de Seattle. Deux années plus tard, les Trail Blazers remportent le titre de champion NBA 1977. Weinberg demeura président jusqu'en 1988, année où il vendit l'équipe à Paul Allen.
Les Trail Blazers honorèrent Weinberg en 1992 en retirant un maillot floqué du numéro 1 avec son nom. Quatre joueurs ont reçu depuis la permission de Weinberg de porter le numéro 1: Rod Strickland, Derek Anderson, Jarrett Jack et Ike Diogu.
Larry Weinberg a également été président de l'American Israel Public Affairs Committee.